# Nowy Casnik

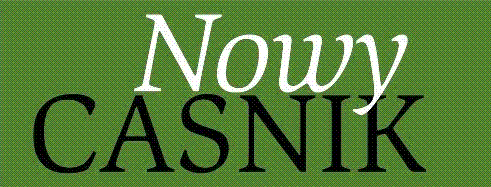
Nowy Casnik (logo)

Nowy Casnik je lužickosrbský časopis, který publikuje články především v dolnolužické srbštině, ale také v němčině. Šéfredaktorem časopisu je v současnosti (2007) Grzegorz Wieczorek.
Předchůdcem časopisu je Bramborski Serbski Casnik, který vycházel od roku 1848. Nowy Casnik začal vycházet v roce 1947 jako příloha časopisu Nowa doba, od roku 1954 existuje jako samostatný týdeník.